# Josef Nairz
Josef Nairz, född 5 november 1936 i Innsbruck, är en österrikisk före detta bobåkare.
Nairz blev olympisk silvermedaljör i fyrmansbob vid vinterspelen 1964 i Innsbruck.